# Леспарр-Медок (округ)
Округ Леспарр-Медок (фр. Arrondissement de Lesparre-Médoc) — округ у Франції, в департаменті Жиронда. 2023 року округ об'єднував 49 муніципалітетів, населення становило 93 038 осіб.
Адміністративний центр (супрефектура) — Леспарр-Медок.

## Муніципалітети
Список муніципалітетів округу та їхні коди INSEE:
1. Авансан (33022)
2. Арсак (33012)
3. Арсен (33010)
4. Бегадан (33038)
5. Бленьян-Приньяк (33055)
6. Браш (33070)
7. Валерак (33538)
8. Ванде-Монталіве (33540)
9. Вансак (33541)
10. Вертей (33545)
11. Гаян-ан-Медок (33177)
12. Граян-е-л'Опіталь (33193)
13. Жо-Діньяк-е-Луарак (33208)
14. Каркан (33097)
15. Кастельно-де-Медок (33104)
16. Керак (33348)
17. Кукек (33134)
18. Кюссак-Фор-Медок (33146)
19. Лабард (33211)
20. Лакано (33214)
21. Ламарк (33220)
22. Ле-Вердон-сюр-Мер (33544)
23. Ле-Порж (33333)
24. Ле-Тампль (33528)
25. Леспарр-Медок (33240)
26. Лістрак-Медок (33248)
27. Марго-Кантенак (33268)
28. Муліз-ан-Медок (33297)
29. Ножак-сюр-Мер (33300)
30. Ордоннак (33309)
31. Пояк (33314)
32. Салон (33494)
33. Сен-Вів'ян-де-Медок (33490)
34. Сен-Жермен-д'Естей (33412)
35. Сен-Жульєн-Бешевель (33423)
36. Сен-Кристолі-Медок (33383)
37. Сен-Лоран-Медок (33424)
38. Сен-Серен-де-Кадурн (33476)
39. Сен-Совер (33471)
40. Сент-Елен (33417)
41. Сент-Естеф (33395)
42. Сент-Ізан-де-Медок (33493)
43. Сіврак-ан-Медок (33128)
44. Сіссак-Медок (33125)
45. Сомос (33503)
46. Сулак-сюр-Мер (33514)
47. Суссан (33517)
48. Тале (33521)
49. Уртен (33203)